# Выборы губернатора Астраханской области (2014)
Выборы губернатора Астраханской области состоялись в Астраханской области 14 сентября 2014 года в единый день голосования.
На 1 июля 2014 года в Астраханской области было зарегистрировано 750 429 избирателей (в 2013 — 754 372).

## Предшествующие события
В декабре 2004 года администрацию Астраханской области возглавил Александр Жилкин, победивший на выборах с результатом 65,34 %.
Срок полномочий Жилкина составлял 5 лет и закончился в декабре 2009 года. Однако к этому времени избрание губернатора было заменено на назначение Государственной думой Астраханской области по представлению президента России. В декабре 2009 Александр Жилкин, по представлению президента Дмитрия Медведева, был утверждён на новый пятилетний срок.
Второй губернаторский срок заканчивался в декабре 2014 года. Однако в 2012 году в России были возвращены прямые выборы глав регионов, а такое установлен единый день голосования один раз в год в сентябре. Таким образом выборы были назначены на 14 сентября 2014 года и срок полномочий действующего губернатора оказался сокращён на три месяца. Александр Жилкин имел возможность избираться на третий срок, поскольку принятый в 2012 году закон «О выборах губернатора Астраханской области» запрещает избираться тому, кто занимает должность губернатора второй срок подряд в результате выборов. Кроме того в январе 2014 года его выдвижение от «Единой России» поддержал президент России Владимир Путин.

## Выдвижение
- до 12 июня — обнародование числа подписей, необходимых для прохождения муниципального фильтра
- с 12 июня по 1 июля (20 дней) — выдвижение кандидатов[4]
- со дня выдвижения кандидата по 30 июля — период сбора подписей муниципальных депутатов и регистрации заявлений кандидатов в избирательной комиссии
- с 16 августа по 13 сентября — период предвыборной агитации в СМИ

### Право выдвижения кандидатов
Губернатором может быть избран гражданин Российской Федерации, достигший возраста 30 лет.
В Астраханской области кандидаты выдвигаются только политическими партиями, имеющими в соответствии с федеральными законами право участвовать в выборах, самовыдвижение не допускается. При этом кандидатам не обязательно быть членом какой-либо партии.
С июня 2013 года кандидат в губернаторы области обязан также представить в избирком письменное уведомление о том, что он не имеет счетов (вкладов), не хранит наличные денежные средства и ценности в иностранных банках.

### Муниципальный фильтр
1 июня 2012 года вступил в силу закон, вернувший прямые выборы глав субъектов Российской Федерации. Однако был введён так называемый муниципальный фильтр. Всем кандидатам на должность главы субъекта РФ (как выдвигаемых партиями, так и самовыдвиженцам), согласно закону, требуется собрать в свою поддержку от 5 % до 10 % подписей от общего числа муниципальных депутатов и избранных на выборах глав муниципальных образований, в числе которых должно быть от 5 до 10 депутатов представительных органов муниципальных районов и городских округов и избранных на выборах глав муниципальных районов и городских округов. Муниципальным депутатам представлено право поддержать только одного кандидата.
В Астраханской области кандидаты должны собрать подписи муниципальных депутатов в количестве 7% от общего числа, при этом депутаты должны представлять 3/4 округов. Каждый депутат имеет право подписаться только за одного кандидата и права отзыва своей подписи не имеет. Все подписные листы должны быть нотариально заверены.
11 июня 2014 года областной избирком опубликовал расчёт количества необходимых подписей. Так кандидат должен собрать от 149 до 156 подписей, среди которых от 22 до 24 подписей (7%) должны быть от депутатов районных советов или глав районов и городских округов. При этом подписи должны быть собраны не менее чем в 10 муниципальных районах и городских округах (3/4 от всех 13 муниципалитетов). Подписи должны быть представлены в избирком со всеми документами не позднее 30 июля

## Кандидаты
Кандидатов на выборах губернатора выдвинули 5 партий. Все 5 кандидатов были зарегистрированы.
| Кандидат              | Должность (на момент выдвижения)                                             | Партия               | Статус          |
| --------------------- | ---------------------------------------------------------------------------- | -------------------- | --------------- |
| Александр Жилкин      | действующий губернатор Астраханской области                                  | Единая Россия        | зарегистрирован |
| Олег Снегов           | начальник отдела в ООО «Газпром добыча Астрахань»                            | КПРФ                 | зарегистрирован |
| Александр Старовойтов | депутат Госдумы                                                              | ЛДПР                 | зарегистрирован |
| Александр Тукаев      | зам. директора ГБУ АО «Центр стратегического анализа и управления проектами» | Автомобильная Россия | зарегистрирован |
| Олег Шеин             | депутат Думы Астраханской области                                            | Справедливая Россия  | зарегистрирован |

## Результаты выборов
В выборах в приняли участие 306 676 человек, таким образом явка избирателей составила 40,60%.
| Явка избирателей                                      | Явка избирателей                                      | Явка избирателей | Явка избирателей |
| ----------------------------------------------------- | ----------------------------------------------------- | ---------------- | ---------------- |
| Число избирателей, включённых в список избирателей    | Число избирателей, включённых в список избирателей    | 755 345          | 100 %            |
| Из них приняли участие в выборах (выдано бюллетеней)  | Из них приняли участие в выборах (выдано бюллетеней)  | 306 676          | 40,60 %          |
| Процент испорченных бюллетеней                        |                                                       |                  |                  |
| Приняли участие в голосовании (возвращёно бюллетеней) | Приняли участие в голосовании (возвращёно бюллетеней) | 306 042          | 100 %            |
| Из них действительных бюллетеней                      | Из них действительных бюллетеней                      | 300 282          | 98,11 %          |
| Из них недействительных бюллетеней                    | Из них недействительных бюллетеней                    | 5 760            | 1,88 %           |
| Распределение голосов:                                |                                                       |                  |                  |
| 1.                                                    | Александр Жилкин                                      | 230 375          | 75,28 %          |
| 2.                                                    | Олег Шеин                                             | 49 652           | 16,22 %          |
| 3.                                                    | Олег Снегов                                           | 12 583           | 4,11 %           |
| 4.                                                    | Александр Старовойтов                                 | 6 404            | 2,09 %           |
| 5.                                                    | Александр Тукаев                                      | 1 268            | 0,41 %           |
| Число действительных (учтённых) бюллетеней            | Число действительных (учтённых) бюллетеней            | 300 282          | 100 %            |